# Yubirí Ortega
Pour les articles homonymes, voir Ortega.
Yubirí Ortega, de son nom complet Yubirí Ortega de Carrizales est une ingénieure et femme politique vénézuélienne, née à Roblecito le 5 juillet 1950[réf. nécessaire]. Elle est ministre de l'Environnement et des Ressources naturelles du Venezuela de 2007 à 2010 sous la présidence d'Hugo Chávez. 

## Biographie
Originaire de Roblecito dans l'État de Guárico et épouse de Ramón Carrizales, gouverneur de l'État d'Apure et ancien vice-président de la République, elle est présidente de la compagnie des eaux Centro Hidrológica del Centro ou Hidrocentro de 2004 à 2006 puis est nommée ministre du pouvoir populaire pour l'Environnement et les Ressources naturelles de 2007 à 2010 en remplacement de Jacqueline Faría. En janvier 2010, elle quitte son portefeuille ministériel pour raisons de santé et est remplacée par Alejandro Hitcher.